# Rebelião na Galileia
A Rebelião na Galileia foi uma revolta judaica contra o Império Romano que teve lugar na Galileia pouco depois da morte do rei Herodes, o Grande em 4 a.C..
Foi esmagada por Públio Quintílio Varo, que mobilizou 3 legiões, reunindo um total de mais de 20000 soldados romanos. Os revoltosos foram mortos nos combates, terminados os quais alguns feitos escravos, 2000 foram crucificados. A cidade de Séforis (Nazaré fica nos seus arredores), um centro da revolta, foi destruída.
Após o esmagamento desta revolta, os Romanos decidiram dividir a Palestina em 3 reinados, cada um deles regido por um dos 3 filhos de Herodes: Archelaos ficou com a Judeia, Philippos com a região a leste do rio Jordão e do mar da Galileia, Herodes Antipas recebeu a Galileia e Pereia.

## Origens do conflito
Herodes faleceu no ano 4 a.C. e com ele desvaneceu um pilar da legitimidade do poder Romano na Galileia. Flávio Josefo relata que por toda a região se começaram a formar focos de revolta contra o invasor romano. Como nos relata Josefo, "onde quer que um grupo de revoltosos se reunia, começavam a escolher o seu "rei"". Um desses "reis" judeus líderes dos revoltosos é Judas, filho de Ezequias, que com os seus homens conseguiu tomar o palácio real de Séforis, centro político da Galileia.

## Contemporâneos da revolta
Maria e seu filho Jesus viviam em Nazaré, a apenas 7 km do centro dos acontecimentos.